# Oblinghem
Oblinghem és un municipi francès situat al departament del Pas de Calais i a la regió dels Alts de França. L'any 2007 tenia 205 habitants.

## Demografia

### Població
El 2007 la població de fet d'Oblinghem era de 205 persones. Hi havia 80 famílies de les quals 19 eren unipersonals (19 dones vivint soles i 19 dones vivint soles), 27 parelles sense fills i 34 parelles amb fills.
La població ha evolucionat segons el següent gràfic:
Habitants censats

### Habitatges
El 2007 hi havia 87 habitatges, 83 eren l'habitatge principal de la família, 2 eren segones residències i 2 estaven desocupats. Tots els 86 habitatges eren cases. Dels 83 habitatges principals, 75 estaven ocupats pels seus propietaris, 7 estaven llogats i ocupats pels llogaters i 1 estava cedit a títol gratuït; 1 tenia dues cambres, 12 en tenien tres, 18 en tenien quatre i 51 en tenien cinc o més. 67 habitatges disposaven pel capbaix d'una plaça de pàrquing. A 37 habitatges hi havia un automòbil i a 35 n'hi havia dos o més.

### Piràmide de població
La piràmide de població per edats i sexe el 2009 era:
| Homes | Edats   | Dones |
| ----- | ------- | ----- |
| 0     | 95 o +  | 0     |
| 0     | 90 a 94 | 0     |
| 4     | 85 a 89 | 0     |
| 0     | 80 a 84 | 0     |
| 4     | 75 a 79 | 0     |
| 4     | 70 a 74 | 12    |
| 0     | 65 a 69 | 0     |
| 20    | 60 a 64 | 12    |
| 8     | 55 a 59 | 16    |
| 4     | 50 a 54 | 4     |
| 12    | 45 a 49 | 8     |
| 12    | 40 a 44 | 12    |
| 12    | 35 a 39 | 0     |
| 4     | 30 a 34 | 4     |
| 8     | 25 a 29 | 0     |
| 16    | 20 a 24 | 8     |
| 4     | 15 a 19 | 20    |
| 12    | 10 a 14 | 8     |
| 4     | 5 a 9   | 0     |
| 4     | 0 a 4   | 4     |

## Economia
El 2007 la població en edat de treballar era de 144 persones, 97 eren actives i 47 eren inactives. De les 97 persones actives 89 estaven ocupades (51 homes i 38 dones) i 8 estaven aturades (2 homes i 6 dones). De les 47 persones inactives 19 estaven jubilades, 16 estaven estudiant i 12 estaven classificades com a «altres inactius».

### Ingressos
El 2009 a Oblinghem hi havia 90 unitats fiscals que integraven 216 persones, la mediana anual d'ingressos fiscals per persona era de 16.722 €.

### Activitats econòmiques
Dels 3 establiments que hi havia el 2007, 1 era d'una empresa de construcció i 2 d'empreses de comerç i reparació d'automòbils.
L'únic servei als particulars que hi havia el 2009 era un guixaire pintor.

## Poblacions més properes
El següent diagrama mostra les poblacions més properes.